# Élections législatives néo-zélandaises maories de 1868
Des élections législatives se tiennent en Nouvelle-Zélande en 1868. Il s'agit exclusivement d'élire quatre députés maoris à la Chambre des représentants, à la suite de la création de sièges qui leur sont réservées.

## Contexte et système électoral
En 1840, la Nouvelle-Zélande devient un territoire de l'Empire britannique, avec la signature du Traité de Waitangi. Le traité reconnait aux Maoris, la population autochtone, le statut de sujets britanniques, avec les droits que cela implique. En 1852, la Nouvelle-Zélande acquiert une autonomie politique, avec la mise en place d'un parlement élu par la population de la colonie. Les Maoris de sexe masculin ont en principe le droit de vote, mais les élections s'effectuent sur la base du suffrage censitaire ; certains Maoris votent dès les premières élections, mais leur nombre est restreint par la nature du suffrage. En 1867, quatre sièges sont créés et réservés aux Maoris, le droit de vote étant alors accordé aux hommes maoris sur la base du suffrage universel. Les Maoris (de sexe masculin) obtiennent ainsi le suffrage universel douze ans avant leurs compatriotes non maori. Les Maoris sont par contre nettement sous-représentés au Parlement, puisqu'il y a au total soixante-quatorze sièges au Parlement à cette date. « En 1867, chaque siège européen représentait environ 3 500 personnes, mais chaque siège maori en représentait 12 500 ». Enfin, les électeurs maoris bénéficiant du suffrage censitaire conservent jusqu'en 1893 le droit de voter et de se présenter dans les sièges 'européens', et peuvent ainsi voter deux fois,.
La première élection pour les quatre sièges maoris a lieu en 1868, à partir du 15 avril. Le système électoral est le scrutin uninominal majoritaire à un tour, comme pour les sièges 'européens'. Les quatre circonscriptions uninominales maories se superposent aux circonscriptions 'européennes', couvrant la totalité du pays. Il n'y a pas encore de vote à bulletin secret, et il n'y a pas de partis politiques en Nouvelle-Zélande à cette date. Initialement conçue comme une mesure temporaire, l'existence des sièges maoris est pérennisée en 1876, et subsiste à ce jour en option pour les électeurs qui choisissent de s'y inscrire.

## Résultats
Les quatre circonscriptions sont appelées simplement « Maori-nord », « Maori-sud », « Maori-est » et « Maori-ouest ». Dans la circonscription du nord, Frederick Nene Russell, de père pakeha et de mère maorie, est le seul candidat lors du dépôt des candidatures le 15 avril ; il est donc déclaré élu sans qu'un vote n'ait lieu. Il en va de même le 17 avril dans la circonscription de l'ouest, où Mete Paetahi est le seul candidat.
Dans l'est, il y a deux candidats : Tareha Te Moananui et Karaitiana Takamoana. Un vote à main levé se tient parmi les citoyens présents lors de l'annonce des candidatures le 15 avril ; Tareha Te Moananui obtient le soutien de 34 électeurs, contre 33 pour son adversaire. La loi électorale permet à ce dernier de demander la tenue d'un scrutin formel, mais il concède sa défaite sans exercer ce droit ; il succédera néanmoins à Te Moananui lors des élections de 1871.
Enfin, dans le sud, il y a trois candidats. Un scrutin formel se tient le 20 juin, remporté par John Patterson.
Maori-nord
| Candidat | Candidat               | Voix | Pourcentage | Résultat | Remarques                         |
| -------- | ---------------------- | ---- | ----------- | -------- | --------------------------------- |
|          | Frederick Nene Russell | n/a  | n/a         | élu      | un seul candidat ; pas de scrutin |

Maori-est
| Candidat | Candidat             | Voix | Pourcentage | Résultat | Remarques                                 |
| -------- | -------------------- | ---- | ----------- | -------- | ----------------------------------------- |
|          | Tareha Te Moananui   | 34   | 50,75 %     | élu      | vote à main levée ; pas de scrutin formel |
|          | Karaitiana Takamoana | 33   | 49,25 %     | battu    |                                           |

Maori-ouest
| Candidat | Candidat     | Voix | Pourcentage | Résultat | Remarques                         |
| -------- | ------------ | ---- | ----------- | -------- | --------------------------------- |
|          | Mete Paetahi | n/a  | n/a         | élu      | un seul candidat ; pas de scrutin |

Maori-sud
| Candidat | Candidat       | Voix | Pourcentage | Résultat | Remarques |
| -------- | -------------- | ---- | ----------- | -------- | --------- |
|          | John Patterson | ?    | ?           | élu      |           |
|          | ?              | ?    | ?           | battu    |           |
|          | ?              | ?    | ?           | battu    |           |